# Чемпіонат України з регбі-7 серед жінок 2021
Чемпіонат України з регбі-7 серед жінок 2021.
У Суперлізі виступило 5 команд, у тому числі й команда з Республіки Молдова. У змаганнях Вищої ліги — 4 команди.

## Суперліга
Змагання вищого дивізіону України з регбі-7 серед жінок проводилися серед 5 команд у чотири тури за коловою системою. У кожному турі команди зіграли між собою в одне коло.

### 1-й тур
Відбувся 17 квітня в Одесі на стадіоні «Академія Спорту».
| Місце | Команда                    | 1     | 2     | 3     | 4     | 5    | В | Н | П | Р:О    | О  |
| ----- | -------------------------- | ----- | ----- | ----- | ----- | ---- | - | - | - | ------ | -- |
| 1     | Збірна Одеси               |       | 32:7  | 19:22 | 33:0  | 29:5 | 3 | 0 | 1 | 113:34 | 16 |
| 2     | «Авіатор» (Київ)           | 7:32  |       | 20:14 | 36:7  | 38:0 | 3 | 0 | 2 | 101:53 | 14 |
| 3     | «Concept Ladies» (Молдова) | 22:19 | 14:20 |       | 17:14 | 33:0 | 3 | 0 | 1 | 86:53  | 14 |
| 4     | ХТЗ-«Олімп» (Харків)       | 0:33  | 7:36  | 14:17 |       | 31:5 | 1 | 0 | 3 | 52:91  | 6  |
| 5     | «Левиці» (Львів)           | 5:29  | 0:38  | 0:33  | 5:31  |      | 0 | 0 | 4 | 10:131 | 0  |

### 2-й тур
Відбувся 1 травня в Харкові на СК «Зірка».
| Місце | Команда                    | 1    | 2    | 3    | 4     | 5     | В | Н | П | Р:О    | О  |
| ----- | -------------------------- | ---- | ---- | ---- | ----- | ----- | - | - | - | ------ | -- |
| 1     | Збірна Одеси               |      | 17:5 | 26:7 | 26:0  | 20:5  | 4 | 0 | 0 | 89:17  | 19 |
| 2     | «Авіатор» (Київ)           | 5:17 |      | 29:5 | 48:5  | 29:7  | 3 | 0 | 1 | 111:34 | 15 |
| 3     | ХТЗ-«Олімп» (Харків)       | 7:26 | 5:29 |      | 22:5  | 12:5  | 2 | 0 | 2 | 46:65  | 9  |
| 4     | «Concept Ladies» (Молдова) | 0:26 | 5:48 | 5:22 |       | 22:12 | 1 | 0 | 3 | 32:108 | 4  |
| 5     | «Левиці» (Львів)           | 5:20 | 7:29 | 5:12 | 12:22 |       | 0 | 0 | 4 | 29:83  | 1  |

### 3-й тур
Відбувся 5 червня у Львові на стадіоні «Юність».
| Місце | Команда                    | 1    | 2    | 3    | 4    | 5   | В | Н | П | Р:О   | О   |
| ----- | -------------------------- | ---- | ---- | ---- | ---- | --- | - | - | - | ----- | --- |
| 1     | Збірна Одеси               |      | 36:5 | 31:7 | 31:7 | +:- | 4 | 0 | 0 | 98:19 | 20  |
| 2     | «Авіатор» (Київ)           | 5:36 |      | 33:7 | 27:0 | +:- | 3 | 0 | 1 | 65:43 | 15  |
| 3     | «Левиці» (Львів)           | 7:31 | 7:33 |      | 12:7 | +:- | 2 | 0 | 2 | 26:71 | 9   |
| 4     | ХТЗ-«Олімп» (Харків)       | 7:31 | 0:27 | 7:12 |      | +:- | 1 | 0 | 3 | 14:70 | 6   |
| 5     | «Concept Ladies» (Молдова) | -:+  | -:+  | -:+  | -:+  |     | 0 | 0 | 4 | -:-   | -8* |

(*) Команді «Concept Ladies» (Молдова) зараховані технічні поразки за неявку на 3-й тур і знято 8 очок.

### 4-й тур
Відбувся 11 вересня в Іванкові (Київська область).
| Місце | Команда                    | 1     | 2     | 3     | 4     | 5   | В | Н | П | Р:О   | О   |
| ----- | -------------------------- | ----- | ----- | ----- | ----- | --- | - | - | - | ----- | --- |
| 1     | Збірна Одеси               |       | 26:17 | 26:5  | 21:12 | +:- | 4 | 0 | 0 | 73:34 | 18  |
| 2     | «Авіатор» (Київ)           | 17:26 |       | 17:12 | 36:7  | +:- | 3 | 0 | 1 | 70:45 | 14  |
| 3     | ХТЗ-«Олімп» (Харків)       | 5:26  | 12:17 |       | 22:12 | +:- | 2 | 0 | 2 | 39:55 | 10  |
| 4     | «Левиці» (Львів)           | 12:21 | 7:36  | 12:22 |       | +:- | 1 | 0 | 3 | 31:79 | 5   |
| 5     | «Concept Ladies» (Молдова) | -:+   | -:+   | -:+   | -:+   |     | 0 | 0 | 4 | -:-   | -8* |

(*) Команді «Concept Ladies» (Молдова) зараховані технічні поразки за неявку на 4-й тур і знято 8 очок.

### Підсумки
| М | Команда                    | В  | Н | П  | Р:О     | Очки |
| - | -------------------------- | -- | - | -- | ------- | ---- |
| 1 | Збірна Одеси               | 15 | 0 | 1  | 373:104 | 73   |
| 2 | «Авіатор» (Київ)           | 12 | 0 | 4  | 347:175 | 58   |
| 3 | ХТЗ-«Олімп» (Харків)       | 6  | 0 | 10 | 151:281 | 31   |
| 4 | «Левиці» (Львів)           | 3  | 0 | 13 | 96:364  | 15   |
| 5 | «Concept Ladies» (Молдова) | 4  | 0 | 12 | 118:161 | 2    |

### Кращі гравці
Краща захисниця — Тетяна Мороз («Левиці»).
Краща бомбардирка — Наталія Мазур («Авіатор»).
Краща гравчиня — Марина Кишмар (Збірна Одеси).
Найкорисніша гравчиня — Карина Храмова (Збірна Одеси).

## Вища ліга
Чемпіонат України 2021 року серед жіночих команд Вищої ліги проводився у 3 тури серед 4-х команд (команда з Ужгорода відмовилася від участі у змаганнях). У кожному турі команди зіграли між собою в одне коло.
Місця команд у чемпіонаті визначені за сумою турнірних очок, набраних командами в іграх 1 (24 квітня, Львів), 2 (15 травня, Кременець) та 3 (18—19 вересня, Івано-Франківськ) турів.
1 місце: ЛКЗ КІВС (Львів) — 43 очки
2 місце: Кременецька ДЮСШ (Кременець Тернопільської обл.) — 27 очок  
3 місце: Універ-ЗУНУ (Тернопіль) — 14 очок
4 місце: ДЮСШ-2 «Прикарпатські вовчиці» (Івано-Франківськ) — 3 очки